# Natalus tumidirostris
Natalus tumidirostris — є одним з видів кажанів родини Natalidae.

## Поширення
Країни поширення: Колумбія, Французька Гвіана, Гаяна, Нідерландські Антильські острови, Суринам, Тринідад і Тобаго, Венесуела. Цей вид добре переносить сухе та вологе середовища проживання, але більшість зразків знайдені в сухих листяних лісах. Харчується комахами. Лаштують сідала в темних закутках вологих печер, де ці кажани висять окремо або в групах добре розділених осіб, іноді в колоніях тисяч кажанів. 

## Загрози та охорона
Загрозою є знищення і вандалізм печер.